# Xian de Wuyi (Hebei)
Pour les articles homonymes, voir Wuyi.
Le xian de Wuyi (武邑县 ; pinyin : Wǔyì Xiàn) est un district administratif de la province du Hebei en Chine. Il est placé sous la juridiction de la ville-préfecture de Hengshui.

## Démographie
La population du district était de 324 431 habitants en 1999.